# Jencarlos Canela
Jencarlos Canela (Miami, Florida, 1988 április 21. –) amerikai színész és énekes.

## Fiatalkora
1988. április 21-én Miamiban született, kubai szülők gyermekeként. Édesanyja Lisette, apja Heriberto Canela. Három testvére van: Anette, Erick és Jason. Bátyja, Aquiles lovasbalesetben halt meg. Öccse, Jiovanni, Jason ikertestvére tíz hónapos korában halt meg.

## Pályafutása
Kisfiúként mindig előadásokat tartott a családnak. 12 évesen kezdett el zenélni az általa alapított Boom Boom Pop nevű zenekarban. 2002-ben kivált és szólókarrierbe kezdett. 2006-ban Jencarlos dalát, a Ride it like-ot választották a Ford egyik kampányának népszerűsítésére, melyhez kisfilm is készült. Ezzel a minden idők legjobb Ford reklámarca címet is kiérdemelte. Több nyelven komponál dalokat. Gitáron, zongorán és dobon is játszik.
2006-ban kitüntetéssel végzett a neves művészképzőben a New World School of the Arts-ban.
2009. november 10-én jelent meg albuma Búscame címmel, melyről az Amor Quédate című dal egyből a zenei listák élére került. A következő nyáron Miguel Varoni rendezésében elkészült az album címadó dalához egy kisfilm. Harmadik videóklipje 2010. december 13-án jelent meg, a második stúdióalbum első kimásolt kislemezéhez a Mi corazón insistéhez. A klipet ezúttal Jesse Terrero rendezte. Ezt követően több ízben kezdett együtt dolgozni Pitbullal. A kubai rapper spanyol nyelvű albumán volt először hallható közös daluk, a Tu Cuerpo, melynek videóklipjét 2011. február 23-án mutatták be a Telemundo Al Rojo Vivo című műsorában. Ám a két zenésznek nem ez volt az utolsó közös munkája.
Jencarlos második szólóalbuma 2011. június 21-én került a boltok polcaira. Már jóval a megjelenés előtt napvilágot láttak az albumra vonatkozó hírek. A lemezre felkerült dalok között szerepel egy-egy duett Gilberto Santa Rosával és José Felicianóval, de helyt kapott rajta a Baila baila is, melyben Pitbull és az El Cata nevű dominikai rapper is közreműködött.
2011-ben felkérték, hogy ő énekelje fel a HOP című mesefilm betétdalának spanyol változatát a Caramelót. A dal eredeti változatát Bruno Mars adja elő. Mi corazón insiste című dala lett az azonos címet viselő telenovellájának főcímdala is.

### Színészi pályafutás
19 évesen az édesapja, aki egyben a menedzsere is elvitte egy telenovella válogatásra és így a „Bűnös szerelem” című novellában Alfredo Torresként debütált. A szerepért az év junior színészének választották. A főcímdalt is ő énekelte Cristal Marie-val együtt. Később láthattuk őt a „Doña Bárbara”-ban a főhősnő fiatal kedveseként. 2008-ban felkérték a „Hunted by Night” című film főszerepére, melynek bemutatója 2009 karácsonyára esett. Ez volt első angol nyelvű produkciója. 2009. január 6-án szerződést kötött a Telemundóval három telenovella főszerepére. Mindemellett a Telemundo támogatja zenei karrierjét is. Még ebben az évben megkapta az "Ördögi kör" főszerepét Gaby Espino mellett. 2011-ben Andrés-t alakította a „Szalamandrában” Carmen Villalobos mellett. 2013-ban megkapta harmadik főszerepét a „Pasión prohibida” című telenovellában Mónica Spear partnereként.

## Díjak, elismerések
Jencarlos Elizabeth Gutiérrez-szel egy időben végzett Sebastián Ligarde színiiskolájában, a Taller de Actuaciónban. 2008-ban pedig mindketten kitüntetésben részesültek a színész által. A fiatal tehetséget 2010-ben beválasztották az 50 legszebb latin híresség közé, ezt megelőzően pedig szerepelt a 25 legszexibb latin férfi listáján is. 2010-2011-ben elismerések sora érte őt: előbb a Miami Life Awards díjátadón a 2010-es év legjobb férfi főszereplőjének választották az "Ördögi kör"ben nyújtott alakításáért. Ezt követően megkapta a Dominikai Köztársaság legrangosabb művészeti kitüntetését, a Cassandra díjat, majd a közönség megszavazta neki a Premios Lo Nuestro 'Az év popelőadója' díját is. Érdekesség, hogy utóbbi díjat a Telemundóval rivális Univision osztotta ki, s csak igen ritkán fordul elő, hogy csatorna a konkurencia felfedezettjét is jelöli. 2012-ben Premios tu Mundo-díjat kapott a 'Kedvenc férfi főszereplő' kategóriában a "Szalamandra" és 2013-ban a című "Pasión prohibida" telenovellában nyújtott alakításáért.
Az 1989-ben alapított amerikai mézes zabpelyhet forgalmazó cég, a Honey Bunches of Oats 2010-ben a fiatal zenészt kérte fel reklámarcának. Legújabb, a zabpelyhet népszerűsítő kampányukhoz Jencarlos írta a dalt, valamint ő szerepel a reklámfilmben is. Több verzió is készült, egy angol, egy spanyol és egy táncos. A kisfilmet január 24-én forgatták le, üzenete pedig, hogy "Gondolkodj pozitívan!"

## Magánélete
Az Ördögi kör forgatásakor ismerte meg Gaby Espinót, aki akkor Cristóbal Lander felesége volt. Gaby válása után, 2011. szeptember 8-án bejelentették, hogy Gaby gyermeket vár. Kisfiuk, Nickolas 2012. február 12-én született meg. A keresztszülői feladatot Pitbull és Cristina Saralegui töltik be.

### Karitatív tevékenység
A Christopher és Dana Reeve Alapítvány nagykövete. 2010-ben, miután unokatestvére, Raúl Rodríguez tragikus hirtelenséggel elhunyt egy sms okozta autóbalesetben, csatlakozott a No Textees Mientras Conduzcas (Ne írj szöveges üzenetet vezetés közben) nevű világméretű alapítványhoz. A kampányt további nagy latin nevek is támogatják, mint például Ana Layevska, a Siachoque-Varoni házaspár és Gaby Espino. Mindemellett a gyermekbántalmazások ellen is kampányol.

## Szerepei

### Telenovellák
- 2007-2008: Pecados ajenos Bűnös szerelem - Alfredo Torres
- 2008: Doña Bárbara - Asdrúbal
- 2009-2010: Más sabe el diablo (Ördögi kör) - Ángel Salvador
- 2010: Perro amor - Önmaga (epizódszerep)
- 2011: Mi corazón insiste (Szalamandra) - Andrés Santacruz (Suárez)
- 2013: Pasión prohibida - Bruno Hurtado

### Filmek
- 2009: Hunted by Night - Brandon

### Színház
- 2008: Miami Libre

## Albumai
- Búscame (2009. november 10.)
- Un Nuevo Día (2011. június 21.)
- Jen (2014. május 6.)